# Jaxson Hayes
Jaxson Reed Hayes (nascido em 23 de maio de 2000) é um jogador profissional de basquete americano do Los Angeles Lakers da National Basketball Association (NBA).
Ele jogou basquete universitário pela Universidade do Texas em Austin e foi selecionado pelo Atlanta Hawks como a 8ª escolha geral no Draft da NBA de 2019.

## Carreira no ensino médio
Hayes estudou na Moeller High School em Cincinnati, Ohio. Em 2018, ele participou do Torneio Internacional Júnior (JIT), em Lissone, levando o Team Ohio à conquista de seu quinto título.
Em seu último ano, ele teve uma média de 12 pontos, 7 rebotes e 4 bloqueios. Ele se comprometeu com a Universidade do Texas para jogar basquete universitário.

## Carreira universitária
Como calouro em Texas, Hayes teve médias de 10,0 pontos e 5,0 rebotes, acertando 72,8% dos arremessos. Ele marcou 19 pontos, recorde da carreira, juntamente com 7 rebotes, 2 roubos de bola e um bloqueio na derrota por 69-56 para TCU. Hayes machucou o joelho esquerdo na derrota para Kansas no Torneio da Big 12. Ele foi nomeado o Novato do Ano da Big 12.
Em 11 de abril de 2019, Hayes se declarou para o Draft da NBA, perdendo seus três anos restantes de elegibilidade.

## Carreira profissional
Em 20 de junho de 2019, o Atlanta Hawks selecionou Hayes com a oitava escolha geral do Draft da NBA de 2019 e, em seguida, teve seus direitos de draft negociados com New Orleans Pelicans junto com Nickeil Alexander-Walker e Marcos Louzada Silva em troca de De'Andre Hunter e Solomon Hill. A negociação foi oficialmente concluída em 7 de julho de 2019.

### New Orleans Pelicans (2019–Presente)
Hayes fez sua estreia na NBA pelo New Orleans Pelicans em 10 de outubro de 2019, marcando 19 pontos contra Golden State Warriors em uma derrota de 11 pontos. Em 17 de novembro, ele fez seu primeiro jogo como titular no lugar do machucado Derrick Favors, alcançando seu primeiro duplo-duplo na NBA com 10 pontos e 10 rebotes na vitória por 108–100 sobre o Golden State Warriors. Hayes registrou 3 bloqueios em uma vitória de 115-104 sobre o Portland Trail Blazers em 19 de novembro, tornando-o o primeiro novato dos Pelicans a registrar pelo menos dois bloqueios em três jogos consecutivos desde Jeff Withey em 2014.
Em 5 de dezembro de 2019, Hayes registrou 17 pontos e 5 bloqueios em uma derrota por 139-132 para o Phoenix Suns, aos 19 anos e 196 dias de idade, tornando-se o terceiro jogador mais jovem na história da NBA a registrar essas estatísticas em um jogo único, atrás apenas de LeBron James e Andrew Bynum. Um mês depois, em 9 de janeiro de 2020, Hayes registrou seu segundo duplo-duplo na NBA, registrando 14 pontos, 12 rebotes e 4 bloqueios em menos de 24 minutos de jogo. Ele se tornou o primeiro adolescente a registrar tais estatísticas desde Wendell Carter em 2018, e o primeiro a fazê-lo nos Pelicans desde que Anthony Davis em março de 2015. Hayes e Davis são os únicos dois jogadores dos Pelicans a registrar tal linha estatística antes de completar 20 anos. Dias depois, Hayes registrou 18 pontos e 10 rebotes na vitória sobre o New York Knicks, somando dois duplos-duplos consecutivas pela primeira vez em sua carreira na NBA. Na noite seguinte, Hayes marcou 20 pontos na derrota para o Boston Celtics.

## Estatísticas de carreira

### NBA

#### Temporada regular
| Ano     | Equipe      | PJ | PT | MPJ  | AP   | 3P   | LL   | RT  | AS | BR | TO | PPJ |
| ------- | ----------- | -- | -- | ---- | ---- | ---- | ---- | --- | -- | -- | -- | --- |
| 2019–20 | New Orleans | 64 | 14 | 16.9 | .672 | .250 | .647 | 4.0 | .9 | .4 | .9 | 7.4 |

### Universidade
| Ano     | Equipe | PJ | PT | MPJ  | AP   | 3P | LL   | RT  | AS | BR | TO  | PPJ  |
| ------- | ------ | -- | -- | ---- | ---- | -- | ---- | --- | -- | -- | --- | ---- |
| 2018–19 | Texas  | 32 | 21 | 23.3 | .728 | –  | .740 | 5.0 | .3 | .6 | 2.2 | 10.0 |

Fonte:

## Prêmios e Homenagens
NBA
- Campeão da Copa NBA: 2023

## Vida pessoal
O pai de Hayes, Jonathan Hayes, jogou na National Football League (NFL) e é atualmente o treinador principal do St. Louis BattleHawks da XFL. Sua mãe, Kristi, jogou basquete na Drake University (1991-95) e recebeu o Prêmio de Jogador do Ano da Conferência de Missouri Valley em 1994-95. Kristi registrou 3.406 pontos na carreira durante seus quatro anos na Jefferson-Scranton High School (Jefferson, Iowa). Ela atuou como assistente técnica de basquete feminino em Oklahoma, Iowa e Southern Illinois-Carbondale.

Hayes tem 3 irmãos, Jillian, que está comprometida em jogar basquete na Universidade de Cincinnati, Jewett e Jonah.